# Christine Girard
Christine Girard (3 de gener de 1985 en el Llac Elliot, Ontario) és una aixecadora de peses canadenca de White Rock, Columbia Britànica. Competeix en la divisió de 63 kg. Girard va ser la primera dona canadenca a guanyar una medalla en aixecament de peses, quan va guanyar el bronze als Jocs Olímpics de Londres 2012. Ella és també l'actual campiona dels Jocs Commonwealth i els Jocs Panamericans en la seva categoria de pes i ha guanyat múltiples medalles en cadascuna d'aquestes competicions. Té el rècord dels Jocs Commonwealth i el dels Jocs Panamericans en el Clean i Jerk.